# FC Kilia Kiel
Maillots
Le FC Kilia Kiel est un club allemand de football localisé à Kiel, dans le Schleswig-Holstein.

## Histoire
Le club fut fondé le 23 juillet 1902 par de jeunes joueurs venant du 1. Kieler FV 1900.
Le FC Kilia rejoignit la Verband Kieler Ballspielverein (VKB) fondée quelques mois plus tôt.
En fin d’année 1904, fâché des menaces d’exclusion proférées contre quatre clubs de la ligue parce que ceux-ci n’avaient pas réglé leur cotisation, le cercle quitta la VKB en compagnie des quatre cercles concernés. Ces cinq équipes fondèrent la Kieler Fussball Bund (KFB), mais le mois de janvier 1905, Le FC Kilia 1902 retourna au sein de la VKB avec laquelle il devint, lors du mois d’avril suivant, un des fondateurs de la Norddeutscher Spiel-Verband (NSV).
Jusqu’en 1913, le club évolua à la Gutenbergplatz puis s’installa Hasseldieksdammer Weg, sur le site devenu la Kiliaplatz actuelle.
Le club joua dans les ligues régionales d’Allemagne du Nord et fut un des principaux rivaux du club phare de la région le Holstein Kiel. Dans le courant des années 1920, jusqu’en 1927, la plus haute ligue locale fut partagée en deux séries. Le Holstein domina la série Förder alors que le Kilia joua les premiers rôles dans la série Eider.
Dès leur arrivée au pouvoir en 1933, les Nazis mirent la main du  la gestion des affaires sportives. Par l’entremise du DRL/NSRL, les compétitions de football furent réformées et seize ligues régionales (les Gauligen) furent mises en place. 
En 1941, le FC Kilia Kiel 1902 accéda à la Gauliga Nordmark. Après une saison, la ligue fut scindée en trois et le club fut versé dans la Gauiliga Schleswig-Holstein lors des deux dernières saisons jouées pendant la Seconde Guerre mondiale.
En vue de la Saison 1944/45, le FC Kilia forma une association sportive de guerre (en Allemand: Kriegspielgemeinschaft –KSG) avec l’Union Teutonia Kiel pour joue sous l’appellation KSG Kilia Kiel/Union Teutonia Kiel“, en abrégé KSG Kiel. L’évolution du conflit empêcha la tenue des compétitions de football.
En 1945, le club fut dissous par les Alliés, comme tous les clubs et associations allemands (voir Directive n°23). Le club fut rapidement reconstitué.
En 1945-1946, dans la zone d’occupation britannique, le FC Kilia 1902 participa à un Bezirkmeisterschaft (Championnat de district). Le club remporta la série Ost B et pouvait participer au tour final du Championnat d’Allemagne du Nord. Mais les autorités militaires britanniques se désintéressent du club. Ce furent trois autres clubs la série Ost A (Eckernförder SV (champion), Holstein Kiel (vice-champion) et la Kieler Verband für Leibesübungen) qui participèrent.
En 1947-1948, le FC Kilia Kiel 1902 remporta le Groupe Ost et se classa 2e du tour final remporté par Itzehoer SV. Grâce à ses bons résultats, le club fut retenu pour faire partie de la Landesliga Schleswig-Holstein à partir de la saison suivante. Cette ligue se situait au niveau 2 derrière l’Oberliga Nord, instituée à l’automne 1947 par la DFB.
Sans y jouer de rôle important, le club resta dans cette ligue qui prit le nom d’Amateurliga Schleswig-Holstein en 1954, jusqu’en fin de saison 1962-1963. À ce moment fut créée la Bundelisga avec en dessous les Regionalligen. L’Amateurliga Schleswig-Holstein devint donc une série de niveau 3. 
En 1964, le FC Kilia fut vice-champion, mais deux saisons plus tard, il fut relégué au niveau 4 dans une ligue appelée 2.Amateurliga Ost Schleswig-Holstein et fut versé dans le Groupe Eider. À la fin de l’exercice 1967-1968, les deux groupes de la 2.Amateurliga Ost Schleswig-Holstein furent ramenée à une ligue unique dénommée Verbandsliga Nord Schleswig-Holstein. Ayant terminé vice-champion du Groupe Förde, le FC Kilia Kiel resta au niveau 4.
En 1973, le cercle connut une nouvelle relégation vers la Bezirksliga Ost Schleswig-Holstein. À la fin de la saison suivante, cette ligue recula au niveau 6, à la suite de la création de la 2. Bundesliga et l’instauration de l’Oberliga Nord, au niveau 3. 
Kilia 1902 avait assuré son maintien de justesse en 1974, fut vice-champion l’année après. Le club dut patienter jusqu’au terme du championnat 1980-1981 pour être champion et remonter vers la Landesliga Nord Schleswig-Hosltein (niveau 5).
Le club termina vice-champion de cette série en 1983 puis en conquit le titre à la fin de la saison 1983- 1984. Ce titre signifia le retour au 4e niveau de la pyramide du football allemand, la Verbandsliga Schleswig-Holstein.
Le FC Kilia Kiel 1902 alterna bonnes et moins bonnes saisons dans cette ligue jusqu’au terme du championnat 1993-1994. À ce moment, la ligue recula au 5e rang de la hiérarchie. Cela était dû à la restructuration des ligues par la DFB. Il y eut l’instauration des Regionalligenau 3e étage. Au niveau 4, l’ancienne Oberliga Nord disparaissait au profit de deux ligues distinctes: l’Oberliga Bremen/Niedersachsen et l’Oberliga Hamburg/Schleswig-Holstein. Ne finissant que 13e sur 16, le FC Kilia ne fut pas qualifié pour cette seconde.
En 2000, le cercle fut vice-champion derrière le VfR Neumünster. À la fin de la saison 2000-2001, plusieurs équipes quittèrent l’Oberliga soit par choix, soit par obligations financières. Classé 3e en Verbandsliga, le FC Kilia Kiel 1902 prit part à un tour final désignant des promus supplémentaires. Le match décisif eut lieu contre l’ancien et glorieux Altonaer FC 1893. Après un partage (2-2), Kilia gagna sa promotion au terme d’une séance de tirs au but épique (7-8).
En 2002, malgré un classement rassurant (13e sur 18), la direction du cercle ne voulut pas prendre de risque financier et choisit de retirer son équipe du niveau 4.
Le FC Kilia Kiel 1902 redescendit en Verbandsliga Schleswig Holstein. La ligue prit le nom de Schleswig Holstein Liga en 2008, après la création de la 3. Liga au 3e étage de la hiérarchie.
En 2009, le club ne put éviter la descente en Verbandsliga Nord-Ost, soit le 6e niveau de la hiérarchie de la DFB.

## Palmarès
- Champion de la Bezirksliga Ost Schleswig-Holstein: 1981.
- Champion de la Landesliga Nord Schleswig-Hosltein: 1984.